# おすぎとピーコの金持ちA様×貧乏B様
『おすぎとピーコの金持ちA様×貧乏B様』（おすぎとピーコのかねもちエーさまびんぼうビーさま）は、2002年10月1日から2004年9月29日まで日本テレビ系列局で放送された日本テレビ製作のバラエティ番組。

## 概要
毎回事業に成功した者の例と失敗した者の例を収めた再現VTRを放送し、それを元におすぎとピーコと羽鳥慎一がその日のゲストとともにトークを繰り広げていた番組である。しかし、トークタイム中に彼らが交わす話の内容は、各回でテーマに取り上げる事業とはあまり関係の無いものが多かった。成功者「A様」の役は北陽の虻川美穂子が、失敗者「B様」の役は同じく北陽の伊藤さおりが演じていた。この2人がVTRの中でマネキン人形を相手にサイレントドラマを演じていた。
この番組は、放送開始から1年半は日本テレビ系全国ネットの深夜番組放送枠『夜は別バラ22:54』火曜の番組として放送されていたが、2004年4月に同枠が『夜は別バラ』と名を改めるのを機に同枠水曜へ移動、以後半年間は放送され続けたが、同枠がさらに『しんバラ』へとリニューアルするのに合わせて終了した。
番組の終了後、2004年9月30日と2005年1月6日に『金持ちA様×億億億億年収一億円とお見合いするぞー!スペシャル』という特別番組がゴールデンタイムに放送された。しかし、この特番の内容はまさにタイトルが示す通りのもので、レギュラー番組の頃の内容とはほぼ関係の無いものであった。その後、同特番は『金のA様×銀のA様』と題してレギュラー番組化し、2005年4月28日から2006年6月22日まで放送された。
なお、この番組に出演していた北陽は同時期に「はねるのトびら」（フジテレビ）にもレギュラー出演していたが、「はねトび」が2004年1月6日放送分から全国放送となって火曜23時台に昇格したため当番組と放送時間帯が重なってしまう事態となった（所謂「裏かぶり」の状態）。その結果、先に当番組へレギュラー出演していた関係から、2004年1月から放送時間帯が移動する4月までの3ヶ月間、北陽は「はねトび」の出演を自粛する事を余儀なくされてしまった。このような状況は当時の北陽の2人にとってはかなり辛いものであったといい、特に伊藤はこのショックを引きずり続け、以降暫くは仕事上においてもミスを繰り返すなどの不調に陥ってしまった（詳細は「伊藤さおり」の項目も参照）。

## 放送時間
時刻はいずれもJST。
- 毎週火曜 22:54 - 23:24 （『夜は別バラ22:54』火曜、2002年10月 - 2004年3月）
- 毎週水曜 23:40 - 翌0:10 （『夜は別バラ』水曜、2004年4月 - 2004年9月）

## 出演者
MC
- おすぎ

博士役で出演。同じく博士役を務めたピーコは実の双子の兄である。
- ピーコ

博士役で出演。同じく博士役を務めたおすぎは実の双子の弟である。
- 羽鳥慎一（当時日本テレビアナウンサー）

助手役で出演。番組の進行を主に担当していた。
再現VTR出演
- 虻川美穂子（北陽）

再現VTRで事業成功者「A様」の役を担当。
- 伊藤さおり（北陽）

再現VTRで事業失敗者「B様」の役を担当。

## スタッフ

### レギュラー版
- 構成 - 山根真吾／カニリカ、石原健次、桝本壮志、保谷大太、マツピロ、大井洋一（大井→2003年9月16日 - 2004年9月29日）
- ナレーター - 宗矢樹頼、高乃麗
- TM - 福王寺貴之
- SW - 米田博之
- CAM - 三井隆裕
- 音声 - 今野健、中村宏美
- 照明 - 小笠原雅登
- 調整 - 佐藤満、塩原和益
- 美術 - 小野寺一幸、栗原純二
- 大道具 - 新谷誠（2003年5月6日 - ）
- 小道具 - 高橋吉彦
- メイク - 村上静子
- 音効 - 高取謙
- TK - 塚越倫子（2002年9月30日 - 2004年1月6日・4月7日 - 9月29日）、長坂真由美（2004年1月13日 - 9月29日）[週替り]
- AP - 木村優子（2003年5月6日 - 2004年9月29日）[毎週]、奥田志おり（2003年9月2日 - 2004年9月29日）、中田敦子（2004年2月24日 - 9月29日）[週替り]
- 編集 - 若宮慎也
- MA - 大竹誠司
- 美術協力 - 日テレアート
- リサーチプロデューサー - 内藤智子、古杉美香、野村直子
- 技術協力 - ヌーベルバーグ、スタジオヴェルト
- 取材協力 - アガサス、フォーミュレーション、スコープ、ノマド
- 広報 - 立柗典子
- 調査 - 白石大海
- デスク - 中村有香（2003年4月1日 - 2004年9月29日）
- スーパーバイザー - 谷口秀一
- ディレクター - 瀬戸宏章、中山準士、高野透矢、持田順也、佐谷直子、笠原裕、岩山夏子、岡田直也、藤森和彦、福元洋之、山口智也、長井香織（藤森・佐谷・岩山・長井→以前は演出補）
- 演出補 - 堤淳子、赤坂拓也、石坂完爾、長野めぐみ、堀内由希、中村慎吾、久保信広、小池春香、鈴嶋直子、大郷哲雄、山田政俊
- 演出 - 磯和伸明、奥村竜、神山祐人、浦田祐一郎（浦田→2003年2月18日 - 2004年9月29日）、川本賢一郎（川本→2003年12月9日 - 2004年9月29日、以前はディレクター）
- 企画・演出 - 東井文太
- プロデューサー - 磯野太（2002年9月30日 - 12月24日、2004年1月6日 - 9月29日）／阿河朋子（えすと）、小川潔（創輝、2004年2月3日 - 2004年9月29日、2002年9月30日 - 2004年1月27日は演出）、尾崎正浩（いまじん）
- チーフプロデューサー - 梅原幹（2004年6月9日 - 9月29日）
- 制作協力 - えすと、創輝、いまじん
- 製作著作 - 日本テレビ

#### 過去のスタッフ
- 構成 - 小野高義（2002年9月30日 - 2004年3月30日）
- SW - 村松(松村)明
- CAM - 山田祐一、榎本丈之、村上和正
- 音声 - 池田正義
- 照明 - 鈴木道隆、渡辺一成、山本智浩、名取孝昌
- 調整 - 落合俊輔、飯島章夫、笈川太、菅谷典彦、服部博、佐久間治雄、山口考志、神田洋介、八木一夫、鈴木昭博
- 大道具 - 佐藤栄一
- 編集 - 鈴木健一郎、古橋真(満)希夫
- MA - 宇佐田哲矢
- デスク - 坂井康世（2002年9月30日 - 2003年3月25日）
- ディレクター - 阿部匡章、深沢博信、中野裕子、渡部元晴、高橋淳
- 演出補 - 串山俊之、伊藤大輔、小林英樹、原田健生、園田順子、小板橋通雄、渡辺和匡、前澤位江、中津川健次郎、天野幸治
- 演出 - 小島俊一（2002年9月30日 - 2003年2月11日）
- プロデューサー - 竹内尊実（2003年1月7日 - 12月16日）、和田隆（創輝、2002年9月30日 - 2003年3月25日）、小坂真由美（創輝、2002年9月30日 - 2004年1月27日）
- チーフプロデューサー - 桜田和之（2002年9月30日 - 2004年6月2日）

### スペシャル版
- 構成 - 山根真吾／カニリカ、石原健次、山名宏和、桝本壮志、保谷大太、マツピロ、大井洋一
- ナレーター - 宗矢樹頼、高乃麗、木村匡也（木村→*2）
- TM - 福王寺貴之
- SW - 米田博之
- CAM - 三井隆裕
- 音声 - 今野健
- 照明 - 小笠原雅登（*2）
- 調整 - 佐藤満（*2）
- 美術 - 小野寺一幸、栗原純二
- 大道具 - 新谷誠
- 小道具 - 高橋吉彦
- メイク - 村上静子
- 音効 - 高取謙
- TK - 塚越倫子
- 編集 - 若宮慎也
- MA - 大竹誠司
- 美術協力 - 日テレアート
- リサーチプロデューサー - 内藤智子、古杉美香、野村直子
- 技術協力 - ヌーベルバーグ、スタジオヴェルト
- 取材協力 - アガサス、フォーミュレーション、スコープ
- 広報 - 立柗典子
- 調査 - 白石大海
- スーパーバイザー - 谷口秀一
- AP - 木村優子（*1,2）、坂井康世（*2）
- 演出補 - 山野邊雅祥、下里弘高、堀内由希、中村慎吾、内藤三保子（山野邊・堀内→*1,2、下里・中村・内藤→*2）
- ディレクター - 高野透矢、持田順也、笠原裕、神山祐人、岡田直也、山口智也
- 演出 - 小川潔、奥村竜
- 企画・演出 - 東井文太
- プロデューサー - 磯野太／阿河朋子（えすと）、尾崎正浩（いまじん）、和田隆（創輝）、金佐智絵（THE WORKS、*2）
- チーフプロデューサー - 梅原幹
- 制作協力 - 創輝、えすと、いまじん
- 製作著作 - 日本テレビ

#### 過去のスタッフ
- 照明 - 名取孝昌（*1）
- 調整 - 小澤郁彌（*1）
- 取材協力 - ノマド（*1）
- デスク - 中村有香（*1）
- AP - 中田敦子（*1）
- 演出補 - 長井香織、赤坂拓也、久保信広、鈴嶋直子、小池春香、飯髙昌宏、山田政俊、橋本直美、梅田知子、石川博之（共に*1）
- ディレクター - 中山準士／藤森和彦、福元洋之、佐谷直子、岩山夏子（共に*1）
- 演出 - 磯和伸明、浦田祐一郎、川本賢一郎（共に*1）

## 関連書籍
- 金持ちA様×貧乏B様 〜成功の気づき方〜 （2003年7月発売、日本テレビ放送網、ISBN 978-4820398578）
- 金持ちA様×貧乏B様 2 （2004年7月発売、日本テレビ放送網、ISBN 978-4820398967）